# PGC 10535
LEDA/PGC 10535 ist eine Galaxie im Sternbild Perseus am Nordsternhimmel. Sie ist schätzungsweise 212 Millionen Lichtjahre von der Milchstraße entfernt und hat einen Durchmesser von etwa 70.000 Lichtjahren. Vom Sonnensystem aus entfernt sich das Objekt mit einer errechneten Radialgeschwindigkeit von näherungsweise 4.600 Kilometern pro Sekunde.

## Galaktisches Umfeld
| Nr. | Galaxie          | Alternativname          | Rek          | Dek          | Distanz/asec |
| --- | ---------------- | ----------------------- | ------------ | ------------ | ------------ |
| →   | LEDA/PGC 10535   | CGCG 539-099            | 02h46m58.38s | +41d46m33.5s | 0            |
| 1   | LEDA/PGC 2184564 | 2MASX J02470169+4139065 | 02h47m01.70s | +41d39m06.8s | 447.72       |
| 2   | LEDA/PGC 2184410 | 2MASX J02471427+4138285 | 02h47m14.26s | +41d38m28.5s | 516.62       |
| 3   | LEDA/PGC 2184410 | 2MASX J02461039+4138068 | 02h47m14.26s | +41d38m28.5  | 738.70       |
| 4   | LEDA/PGC 2187764 | 2MASX J02455424+4150228 | 02h45m54.25s | +41d50m22.9s | 752.74       |
| 5   | LEDA/PGC 2190371 | 2MASX J02465699+4159154 | 02h46m56.99s | +41d59m15.5s | 762.03       |
| 6   | LEDA/PGC 2189444 | 2MASX J02460517+4156127 | 02h46m05.19s | +41d56m13.0s | 830.01       |
| 7   | LEDA/PGC 2185910 | 2MASX J02454494+4143578 | 02h45m44.93s | +41d43m57.8s | 836.44       |
| 8   | LEDA/PGC 2182704 | 2MASX J02471901+4132293 | 02h47m19.00s | +41d32m29.2s | 875.58       |
| 9   | LEDA/PGC 10521   | CGCG 539-098            | 02h46m47.88s | +42d02m26.3s | 959.74       |
| 10  | LEDA/PGC 2182190 | 2MASX J02464817+4130324 | 02h46m48.15s | +41d30m32.5s | 968.26       |